# 16724 Ullilotzmann
16724 Ullilotzmann este o planetă minoră (asteroid) din Mars-crossing asteroid⁠(d). A fost descoperită pe 28 decembrie 1995 la Observatorul Național Kitt Peak de Spacewatch. 
Obiectul prezintă o orbită caracterizată de o semiaxă mare de 2,7919193 UAi, o excentricitate de 0,44, o înclinație de 29,82289 ° în raport cu ecliptica.